# Jerzy Hernas
Jerzy Hernas (ur. 1957) – polski koszykarz występujący na pozycji skrzydłowego, wielokrotny medalista mistrzostw Polski.

## Osiągnięcia
Na podstawie, o ile nie zaznaczono inaczej.
Klubowe
- 2-krotny mistrz Polski (1985, 1986)
- Brązowy medalista mistrzostw Polski (1984)
- Zdobywca Pucharu Polski (1983)
- Finalista Pucharu Polski (1984)
- Awans do najwyższej klasy rozgrywkowej (1977)

Reprezentacja
- Uczestnik mistrzostw Europy:
  - U–16 (1973 – 9. miejsce)
  - U–18 (1974 – 6. miejsce, 1976 – 6. miejsce)